# Jan Jaroszewicz (architekt)

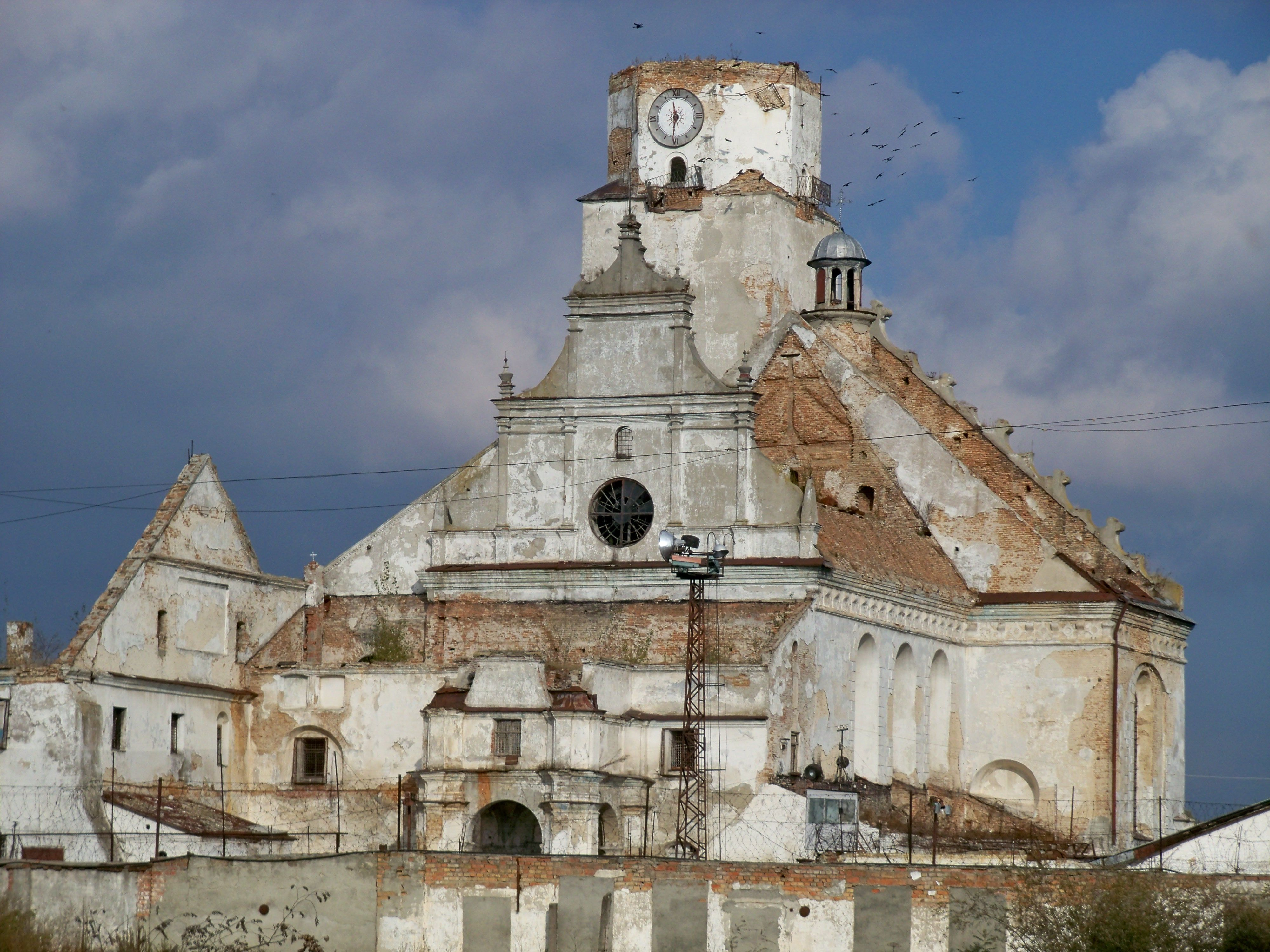
Kościół i klasztor bernardynów w Sokalu po pożarze w 2012

Jan Jaroszewicz (ur. 1575, zm. w 1670 w Zamościu) – polski architekt. Szczególnie zasłużony dla Zamościa.
Wykształcił się na klasycznej architekturze Bernarda Moranda. Od 1610 roku pracował na dworze ordynatów Zamoyskich w Zamościu. Głównym wykonawcą jego projektów architektonicznych był murator Jan Wolff. Do 1619 roku Jaroszewicz nadzorował prace przy fortyfikacjach w Zamościu. Jan Jaroszewicz zmarł w Zamościu i pochowany został 22 lutego 1670.
Uczniem Jaroszewicza był Jan Michał Link.
Realizacje:
- cerkiew Bazylianów (kościół św. Mikołaja) w Zamościu (1616–1631)
- klasztor bernardynów w Sokalu (przed 1634)
- przypuszczalnie kościół farny w Szczebrzeszynie (1620–1630)
- przypuszczalnie kościół farny w Turobinie (1620–1630)
- przypuszczalnie kościół w Uchaniach (ok. 1625)
- budynek Akademii Zamojskiej (1639–1651)
- rozbudowa ratusza w Zamościu (1640–1651), dobudowanie trzeciej kondygnację, ozdobienie attykami i wieżyczkami w narożach oraz ornamentami w stylu manierystycznym.